# 小行星4789
小行星4789（英語：4789 Sprattia）是一颗围绕太阳公转的小行星。1987年10月20日，D. D. Balam在Climenhaga发现了此天体。
这颗小行星的绝对星等为152.3498059471287等。